# Adrian Biddle
Adrian Biddle, BSC (1952, Woolwich, Londres – 2005, Londres), va ser un director de fotografia de cinema anglès.

## Biografia
Biddle era un bon nedador esportiu de jove i per això va entrar dins la indústria cinematogràfica quan l'any 1969 el fotògraf aquàtic Egil Woxholt el va contractar com aprenent seu. Sense aparèixer als crèdits, Adrian va treballar en la pel·lícula de James Bond, On Her Majesty's Secret Service (1969) i en Murphy's War (1971).Després, Biddle treballà per a la companyia R.S.A. d'anuncis comercials de Ridley Scott.
Després de treballar d'operador del focus a Alien, Biddle tornà a treballar en els anuncis. El seu anunci més famós va ser 1984 dirigit per Ridley Scott, per la companyia Apple. James Cameron va contractar Biddle per Aliens (1986) quan Dick Bush va mantenir diferències creatives amb Cameron.
Biddle va participar posteriorment en unes 25 pel·lícules incloent Thelma and Louise (1991), per la qual va rebre una nominació a l'Oscar a la millor Direcció de Fotografia. L'any 1998 va ser votat The European Cinematographer of the Year pel seu treball a The Butcher Boy. El darrer film on va treballar, abans de morir d'un infart cardíac, va ser V for Vendetta (2006) el qual va ser dedicat a la seva memòria.
El seu germà, Adam Biddle, també es dedica a la direcció de fotografia.

## Filmografia
| Any  | Títol                                                             | Paper | Notes |
| ---- | ----------------------------------------------------------------- | ----- | ----- |
| 1986 | Aliens                                                            |       |       |
| 1987 | The Princess Bride                                                |       |       |
| 1988 | Willow                                                            |       |       |
| 1989 | The Dawning                                                       |       |       |
| 1989 | The Tall Guy                                                      |       |       |
| 1991 | Thelma and Louise                                                 |       |       |
| 1992 | 1492: Conquest of Paradise                                        |       |       |
| 1994 | El tresor de Curly (City Slickers II: The Legend of Curly's Gold) |       |       |
| 1995 | Judge Dredd                                                       |       |       |
| 1996 | 101 Dàlmates                                                      |       |       |
| 1997 | The Butcher Boy                                                   |       |       |
| 1997 | Event Horizon                                                     |       |       |
| 1997 | Criatures ferotges (Fierce Creatures)                             |       |       |
| 1998 | Holy Man                                                          |       |       |
| 1999 | The World Is Not Enough                                           |       |       |
| 1999 | The Mummy                                                         |       |       |
| 2000 | El pes de l'aigua (The Weight of Water)                           |       |       |
| 2000 | Gangster No. 1                                                    |       |       |
| 2000 | 102 Dalmatians                                                    |       |       |
| 2001 | The Mummy Returns                                                 |       |       |
| 2002 | Reign of Fire                                                     |       |       |
| 2003 | Shanghai Knights                                                  |       |       |
| 2004 | Bridget Jones: The Edge of Reason                                 |       |       |
| 2004 | Laws of Attraction                                                |       |       |
| 2005 | Malefici (An American Haunting)                                   |       |       |
| 2006 | V for Vendetta                                                    |       |       |